# Ułożenie potylicowe tylne płodu
Ułożenie potylicowe tylne płodu – ułożenie płodu powstające, gdy jego głowa po przejściu w ułożeniu potylicowym przednim płaszczyzn wchodu, dokonuje drugi zwrot potylicą w kierunku zagłębienia krzyżowo-biodrowego. W ten sposób płód przyjmuje ułożenie potylicowe tylne zamiast przedniego. Odmiana tylna występuje częściej u wieloródek ze względu na wiotkie powłoki brzuszne oraz powstaje przy nieprawidłowej budowie kanału rodnego. Poród w tylnej odmianie ułożenia potylicowego trwa dłużej. Przedłużenie porodu jest spowodowane mniej korzystnym mechanizmem przechodzenia głowy przez kanał rodny.